# Élections municipales de 2026 à Brest
Pour des articles plus généraux, voir Élections municipales françaises de 2026 et Élections municipales de 2026 dans le Finistère.
Les élections municipales de 2026 à Brest auront lieu en mars 2026. Elles visent au renouvellement du conseil municipal et du conseil métropolitain de Brest Métropole.

## Modalités du scrutin

### Dates
Ces élections se tiendront en mars 2026, les dates précises seront annoncées par décret au moins 3 mois avant le scrutin.

### Mode de scrutin
L'élection des conseillers municipaux et métropolitains se déroule selon un scrutin de liste à deux tours avec prime majoritaire : les candidats se présentent en listes complètes avec la possibilité de deux candidats supplémentaires. Lors du vote, on ne peut faire ni adjonction, ni suppression, ni modification de l'ordre de présentation des listes. Chaque bulletin de vote comporte deux listes : une liste de candidats aux seules élections municipales et une liste de ceux également candidats au conseil métropolitain.
Le nombre de sièges à pourvoir au conseil municipal de Brest correspond à celui des communes dont la population est comprise entre 100 000 et 150 000 habitants, soit 55 sièges. Les conseillers municipaux sont élus au suffrage universel direct pour une durée de mandat de six ans. L'élection se termine au premier tour en cas de majorité absolue. Le cas échéant, un second tour a lieu. Les listes qui ont obtenu au moins 10 % des suffrages exprimés au premier tour peuvent se présenter au second. Les candidats des listes qui ont obtenu plus de 5 % des suffrages exprimés au premier tour peuvent rejoindre une autre liste.
La liste ayant obtenu le plus de voix se voit attribuer la moitié des sièges, arrondie à l'entier supérieur si nécessaire. Ainsi, la liste majoritaire obtiens automatiquement 28 sièges. Les 27 sièges restants sont attribués à la représentation proportionnelle à la plus forte moyenne aux listes ayant obtenu au moins 5 % des suffrages exprimés au second tour (ou au premier tour en cas de tour unique).

## Contexte

### Scrutin précédent
Les élections municipales de 2020 ont été marquées par une abstention massive en raison de la pandémie de Covid-19, la participation lors du 1er tour s'étant effondrée de 51 % en 2014 à 37 % en 2020.
Sur le plan local, la liste conduite par le socialiste François Cuillandre, candidat à sa propre succession, se voit obliger de fusionner avec la liste écologiste de Ronan Pichon pour maintenir sa position en obtenant autant de sièges qu'à l'élection précédente où ils étaient alors unis dès le 1er tour.
La liste divers droite conduite par Bernadette Malgorn, obtient 10 sièges, soit 3 de moins que lors des élections précédentes.
C'est la liste centriste La République en Marche - MoDem - Agir de Marc Coatanéa qui obtient assez de voix pour récupérer ces 3 sièges.
Enfin les listes sans étiquette de Pascal Olivard, La France insoumise et Rassemblement national n'obtiennent aucun siège, n'ayant pas atteint les 10 % au 1er tour et n'ayant pas fusionné avec une autre liste pour le 2d.

## Sondages
Tout sondage d'opinion est affecté par une marge d'erreur.
Une couleur arbitraire est associée à chaque institut de sondage ; ces couleurs sont une aide visuelle et ne correspondent pas à une tendance politique.

## Résultats
|                          |               |       |              |              |             |             |        |        |  |
| Tête de liste            | Tête de liste | Liste | Premier tour | Premier tour | Second tour | Second tour | Sièges | Sièges |  |
| Tête de liste            | Tête de liste | Liste | Voix         | %            | Voix        | %           | CM     | CC     |  |
|                          |               |       |              |              |             |             |        |        |  |
|                          |               |       |              |              |             |             |        |        |  |
|                          |               |       |              |              |             |             |        |        |  |
|                          |               |       |              |              |             |             |        |        |  |
|                          |               |       |              |              |             |             |        |        |  |
| Votes valides            |               |       |              |              |             |             |        |        |  |
| Votes blancs             |               |       |              |              |             |             |        |        |  |
| Votes nuls               |               |       |              |              |             |             |        |        |  |
| Total                    | Total         | Total |              | 100          |             | 100         | 55     | 33     |  |
| Abstention               |               |       |              |              |             |             |        |        |  |
| Inscrits / participation |               |       |              |              |             |             |        |        |  |